# Prokurator Alicja Horn (film)
Prokurator Alicja Horn – polski film fabularny z 1933 roku w reżyserii Michała Waszyńskiego i Marty Flantz, nakręcony na podstawie powieści Tadeusza Dołęgi-Mostowicza pod tym samym tytułem.
W roli tytułowej wystąpiła Jadwiga Smosarska, największa gwiazda polskiego kina w okresie dwudziestolecia międzywojennego.

## Fabuła
Jan Winkler prosi sławnego profesora Brunickiego o pożyczenie tysiąca złotych. Profesor wręcza mu czek, żądając w zamian przyprowadzenia młodych dziewczyn, potrzebnych mu do badań naukowych. Winkler zostaje właścicielem nocnego lokalu i spełnia dane przyrzeczenie. Poznaje prokuratora, Alicję Horn, i zakochuje się w niej z wzajemnością. Po pewnym czasie Winkler zaczyna się jednak interesować jej wychowanicą, Julką. Pod zarzutem morderstwa zostaje aresztowany. Nie chce jednak obciążać profesora i milczy, wobec czego Alicja żąda dla niego kary śmierci. Z listu Julki dowiaduje się, że Winkler ją zdradzał. W ostatniej chwili zjawia się na sali sądowej Brunicki i składa zeznanie, które powoduje uniewinnienie Winklera, ale życie i uczucie Alicji jest zdruzgotane.

## Obsada
- Jadwiga Smosarska – Alicja Horn
- Zofia Mirska – Julka, wychowanica Alicji Horn
- Franciszek Brodniewicz – Jan Winkler
- Bogusław Samborski – profesor Brunicki
- Loda Halama – tancerka
- Jan Kurnakowicz – gazeciarz
- Tadeusz Fijewski – gazeciarz
- Irena Skwierczyńska
- Wanda Jarszewska
- Zofia Kajzerówna
- Barbara Gilewska
- Wojciech Ruszkowski
- Paweł Owerłło – prokurator Sądu Okręgowego
- Stanisław Grolicki
- Stanisław Daniłowicz
- Irena Horecka
- Stanisław Stanisławski – mecenas
- Adolf Dymsza
- Henryk Małkowski
- Jan Wojcieszko
- Kazimierz Kijowski